# سبستر
سَبَسْتَر (الاسم العلمي Cybister)، جنس حشرات مائية مفترسة من غمديات الأجنحة وفصيلة العكزوليات. انواعه المعروفه عديدة منتشرة في معظم أقطار العالم.